# Ninurta-kudurri-usur I
Ninurta-kudurri-usur I (akad. Ninurta-kudurrī-ușur) – drugi król Babilonii z dynastii z plemienia Bit-Bazi. Według Babilońskiej listy królów A panować miał przez trzy lata. Jego rządy datowane są na lata 987-985 p.n.e. Niewiele wiadomo o sytuacji politycznej w Babilonii za czasów jego rządów.